# Террітаун (Небраска)
Террітаун (англ. Terrytown) — селище (англ. village) в США, в окрузі Скоттс-Блафф штату Небраска. Населення — 1057 осіб (2020).

## Географія
Террітаун розташований за координатами 41°50′50″ пн. ш. 103°40′14″ зх. д. / 41.84722° пн. ш. 103.67056° зх. д. (41.847130, -103.670553).  За даними Бюро перепису населення США в 2010 році селище мало площу 1,48 км², з яких 1,37 км² — суходіл та 0,10 км² — водойми. В 2017 році площа становила 1,32 км², з яких 1,22 км² — суходіл та 0,09 км² — водойми.

## Демографія
Згідно з переписом 2010 року, у місті мешкало 1198 осіб у 436 домогосподарствах у складі 290 родин. Густота населення становила 811 особа/км².  Було 465 помешкань (315/км²).
Расовий склад населення:
| - 74,3 % — білих - 4,3 % — корінних американців - 0,9 % — азіатів - 0,4 % — чорних або афроамериканців - 17,4 % — осіб інших рас |

До двох чи більше рас належало 2,8 %. Частка іспаномовних становила 42,2 % від усіх жителів.
За віковим діапазоном населення розподілялося таким чином: 34,1 % — особи молодші 18 років, 56,4 % — особи у віці 18—64 років, 9,5 % — особи у віці 65 років та старші. Медіана віку мешканця становила 28,4 року. На 100 осіб жіночої статі у місті припадало 88,4 чоловіків;  на 100 жінок у віці від 18 років та старших — 85,6 чоловіків також старших 18 років.
Середній дохід на одне домашнє господарство  становив 39 205 доларів США (медіана — 31 576), а середній дохід на одну сім'ю — 40 095 доларів (медіана — 37 500). Медіана доходів становила 30 268 доларів для чоловіків та 23 500 доларів для жінок. За межею бідності перебувало 23,1 % осіб, у тому числі 43,1 % дітей у віці до 18 років та 0,0 % осіб у віці 65 років та старших.
Цивільне працевлаштоване населення становило 514 особи. Основні галузі зайнятості: будівництво — 21,8 %, освіта, охорона здоров'я та соціальна допомога — 18,9 %, роздрібна торгівля — 17,7 %.